# دهان‌قورباغه‌ای‌های استرالزی
دهان‌قورباغه‌ای‌های استرالزی (نام علمی: Podargus) نام یک سرده از تیره دهان‌قورباغه‌ای است. پرنده‌های این سرده در منطقه استرالزی مثل اندونزی، استرالیا، پاپوآ گینه نو و جزایر سلیمان زندگی می‌کنند.

## گونه‌ها
- دهان قورباغه‌ای مرمری (Podargus ocellatus) — Quoy & Gaimard, 1830
- دهان قورباغه‌ای پاپوایی (Podargus papuensis) — Quoy & Gaimard, 1830
- دهان‌قورباغه‌ای خاکی (Podargus strigoides) — (Latham, 1801)